# Баффало (Індіана)
Баффало (англ. Buffalo) — переписна місцевість (CDP) в США, в окрузі Вайт штату Індіана. Населення — 619 осіб (2020).

## Географія
Баффало розташоване за координатами 40°53′22″ пн. ш. 86°44′10″ зх. д. / 40.88944° пн. ш. 86.73611° зх. д. (40.889394, -86.736090).  За даними Бюро перепису населення США в 2010 році переписна місцевість мала площу 6,57 км², з яких 6,14 км² — суходіл та 0,43 км² — водойми.

## Демографія
Згідно з переписом 2010 року, у переписній місцевості мешкали 692 особи в 286 домогосподарствах у складі 199 родин. Густота населення становила 105 осіб/км².  Було 603 помешкання (92/км²).
Расовий склад населення:
| - 96,4 % — білих - 0,3 % — корінних американців - 2,0 % — осіб інших рас |

До двох чи більше рас належало 1,3 %. Частка іспаномовних становила 4,9 % від усіх жителів.
За віковим діапазоном населення розподілялося таким чином: 18,9 % — особи молодші 18 років, 63,2 % — особи у віці 18—64 років, 17,9 % — особи у віці 65 років та старші. Медіана віку мешканця становила 47,4 року. На 100 осіб жіночої статі у переписній місцевості припадало 103,5 чоловіків;  на 100 жінок у віці від 18 років та старших — 103,3 чоловіків також старших 18 років.
Середній дохід на одне домашнє господарство  становив 59 219 доларів США (медіана — 49 943), а середній дохід на одну сім'ю — 64 587 доларів (медіана — 58 200). Медіана доходів становила 32 174 долари для чоловіків та 29 922 долари для жінок. За межею бідності перебувало 11,3 % осіб, у тому числі 25,2 % дітей у віці до 18 років та 0,0 % осіб у віці 65 років та старших.
Цивільне працевлаштоване населення становило 442 особи. Основні галузі зайнятості: виробництво — 50,7 %, роздрібна торгівля — 12,9 %, фінанси, страхування та нерухомість — 12,2 %.